# 平那高速公路
平南－那坡高速公路，简称平那高速，广西壮族自治区高速公路命名编号为S52，全长622公里，起于梧州市平南县，终于百色市那坡县。部分路段仍在規劃及施工當中。

## 分段介紹

### 平南至武宣段
起于梧州市平南县，终于來賓市武宣县，路線仍在施工當中，預計2022年內通車。

### 武宣至來賓段
起於來賓市武宣縣，終於來賓市興賓區，2014年12月16日全段通车。

### 來賓至馬山段
起于來賓市興賓區，终于南寧市馬山县，2010年12月26日動工興建，2015年12月29日全段通車。

### 馬山至平果段
起于南寧市馬山县，终于百色市平果县，2015年12月29日全段通車。

### 平果至德保段
路線仍在規劃當中。

### 德保至那坡段
路線仍在規劃當中。